# WTA Edinburgh
Das WTA Edinburgh (offiziell: DMcIntosh Scottish Championships) war ein Tennisturnier des WTA Tour, das in Edinburgh ausgetragen wurde.

## Siegerliste

### Einzel
| Jahr | Siegerin            | Finalgegnerin        | Ergebnis      |
| ---- | ------------------- | -------------------- | ------------- |
| 1972 | Margaret Court      | Virginia Wade        | 6:3, 3:6, 7:5 |
| 1973 | Virginia Wade       | Julie Heldman        | 6:4, 3:6, 6:1 |
| 1974 | Virginia Wade       | Julie Heldman        | 6:3, 4:6, 6:2 |
| 1977 | Martina Navratilova | Kristien Shaw-Kemmer | 2:6, 9:8, 7:5 |

### Doppel
| Jahr | Siegerinnen                   | Finalgegnerinnen                       | Ergebnis      |
| ---- | ----------------------------- | -------------------------------------- | ------------- |
| 1972 | Margaret Court Virginia Wade  | Julie Heldman Betty Stöve              | 6:2, 6:3      |
| 1973 | Marita Redondo Virginia Wade  | Julie Heldman Ann Kiyomura             | 6:1, 2:6, 6:4 |
| 1974 | Mima Jaušovec Virginia Ruzici | María-Isabel Fernández Raquel Giscafre | 6:4, 4:6, 6:4 |
| 1977 | Julie Anthony Betsy Nagelsen  | Carolyn Meyer Renáta Tomanová          | 6:1, 3:6, 6:2 |

## Quelle
- ITF Homepage